# Franz Xaver Joseph Späth

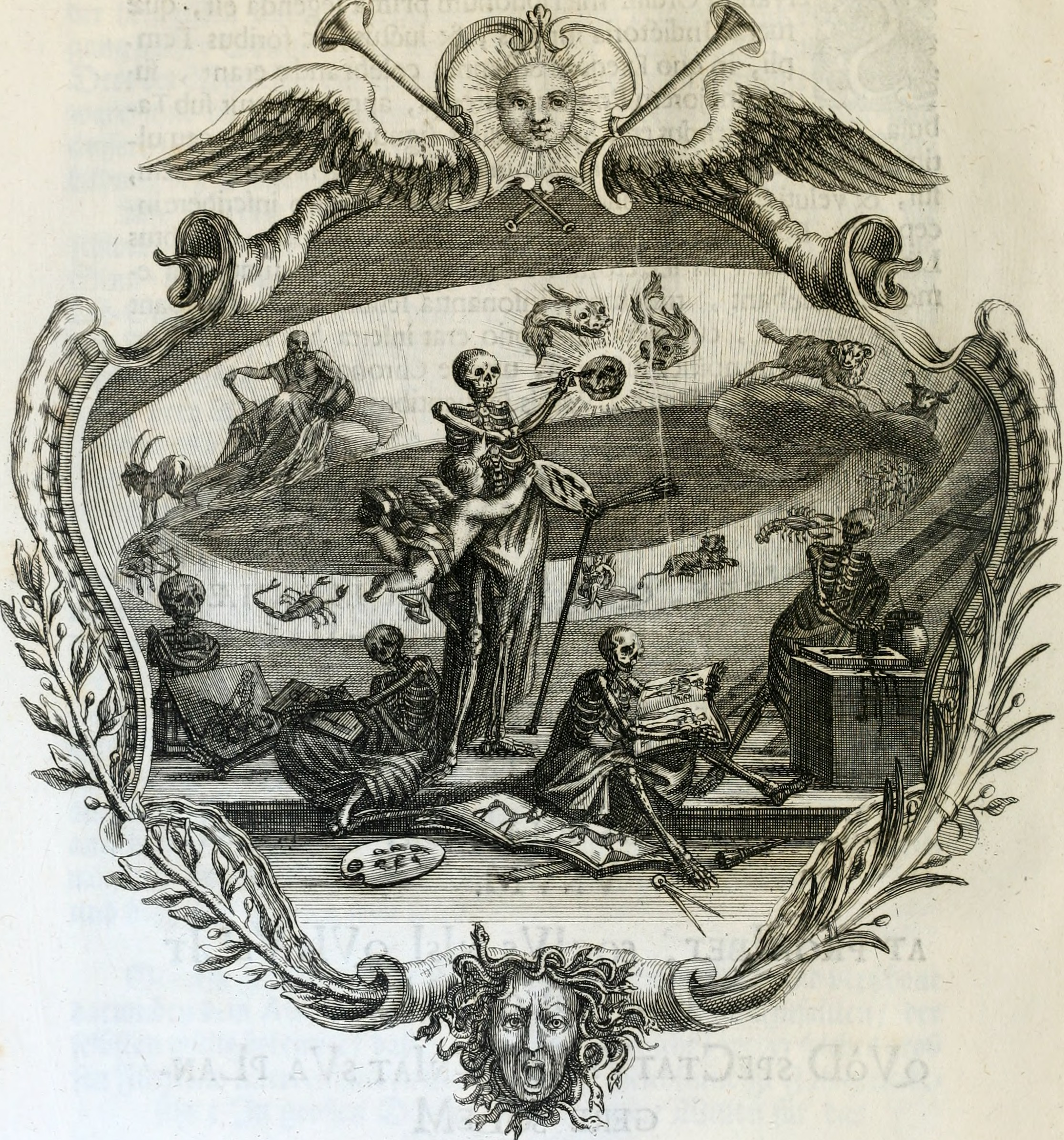
Magnus in ortu

Franz Xaver Joseph Späth (auch Spätt) (* im späten 17. Jahrhundert; † 1735 in München) war ein in München tätiger deutscher Kupferstecher.

## Leben
Späth war ein Schüler von Carl Gustav von Amling und bildete sich 1704 bis 1709 bei Gérard Edelinck in Paris weiter. Kurfürst Max Emanuel schickte ihn 1716/17 noch einmal nach Paris, wo er sich bei Jean Audran weiterbildete. Nach seiner Rückkehr war er ab 1720 als Hofkupferstecher in München tätig. Sein Gehalt betrug 150 Gulden. Späth heiratete im Jahr 1711 Catharina Faistenberger, die Tochter des Bildhauers Andreas Faistenberger. Seine Tochter Therese Elisabeth ehelichte im Jahr 1737 den Bildhauer Johann Baptist Straub. Er wurde am 11. März 1735 begraben.

## Werk
Von Späth sind verschiedene Stiche nachgewiesen, so im Deutschen Theatermuseum (Feuerwerk auf dem Starnberger See, 1722) und ein Emblem mit Ansicht des Schleißheimer Gartenparterres in J. C. Khuen, Magnus in ortu … (1727) in der Staatsbibliothek München. Im Stadtmuseum München befindet sich ein Kupferstich von Späth mit dem Porträt von Maximilian Karl Albrecht Fürst zu Löwenstein-Wertheim-Rochefort.